# Trachycosmus
Genre
Trachycosmus est un genre d'araignées aranéomorphes de la famille des Trachycosmidae.

## Distribution
Les espèces de ce genre sont endémiques d'Australie.

## Description
Les araignées de ce genre mesurent de 3 à 6 mm.

## Liste des espèces
Selon World Spider Catalog (version 23.0, 23/01/2022) :
- Trachycosmus allyn Platnick, 2002
- Trachycosmus cockatoo Platnick, 2002
- Trachycosmus sculptilis Simon, 1893
- Trachycosmus turramurra Platnick, 2002

## Systématique et taxinomie
Ce genre a été décrit par Simon en 1893 dans les Drassidae. Il est placé dans les Trochanteriidae par Platnick en 2002 puis dans les Trachycosmidae par Azevedo, Bougie, Carboni, Hedin et Ramírez en 2022.

## Publication originale
- Simon, 1893 : Histoire naturelle des araignées. Paris, vol. 1, p. 257-488 (texte intégral).